# Baie des Pistolets
Pour les articles homonymes, voir Pistolet.
La baie des Pistolets, (en anglais : Pistolet Bay) est une baie naturelle située sur la côte nord de l'île de Terre-Neuve dans la province canadienne de Terre-Neuve-et-Labrador.

## Géographie
La baie des Pistolets est située à l’extrémité nord de la péninsule Northern de l'île de Terre-Neuve et s'ouvre sur le détroit de Belle Isle. 
La réserve écologique de Burnt Cape est une zone de protection écologique située le long de cette baie des Pistolets.